# 지즈카촌 (후쿠오카현)
지즈카촌(千束村)은 후쿠오카현 지쿠조군에 설치되었던 촌이다. 현재의 부젠시에 해당한다.

## 역사
- 1889년 4월 1일 - 정촌제 시행에 의해 고게군 지즈카촌이 성립하였다.
- 1896년 4월 1일 군 통합에 의해 지쿠조군이 성립하여 소속이 변경되었다.
- 1955년 4월 10일 - 하치야촌, 야마다촌, 미케가도촌, 구로쓰치촌, 요코다케촌, 고가와촌, 이와야촌, 스다촌과 신설합병해 폐지되었다.

## 참고문헌
- 가도카와 일본 지명 대사전 40 福岡県
- 『市町村名変遷辞典』東京堂出版、1990年。